# نادي نوا
نادي نوا هو نادي كرة قدم أرميني من مدينة يريفان،تأسس في عام 2017 ويلعب حالياً في الدوري الأرمني الممتاز.